# Epitausa guttularis
Epitausa guttularis là một loài bướm đêm trong họ Erebidae.